# Kajira
 (avril 2009).
Une Kajira (masculin kajirus) désigne une classe fictive de femmes-esclaves dans les Chroniques de Gor, série de John Norman dans laquelle il décrit une société très hiérarchisée et esclavagiste, librement inspirée des civilisations antiques. Par extension, le terme désigne également les femmes ayant délibérément choisi de vivre une relation basée sur les écrits de Norman et se rapprochant ainsi du BDSM. 

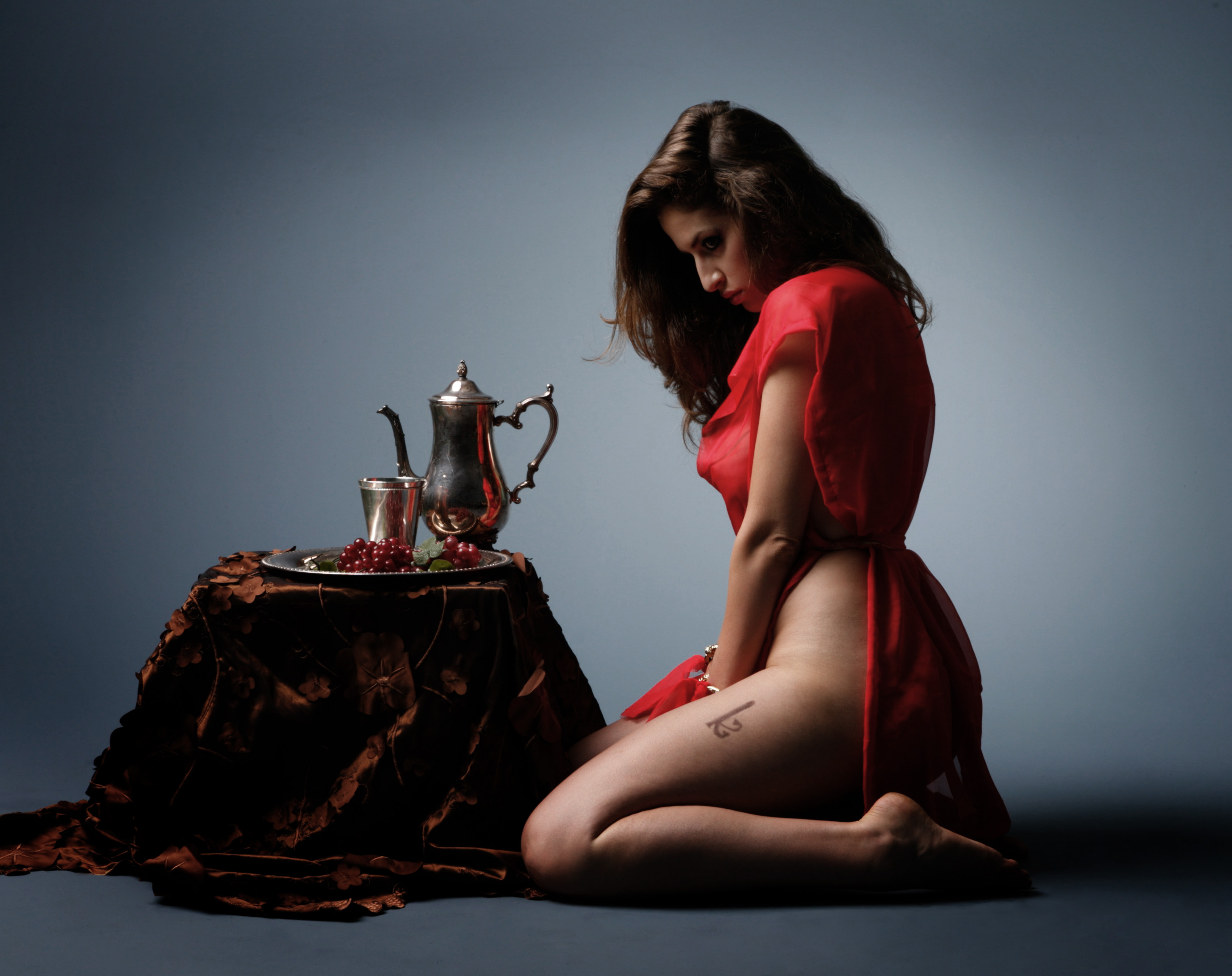
Modèle posant parée en kajira, avec camisk et kef.

## La Kajira

Le symbole Kef pour kajira (ou « le bâton et les feuilles ») des livres des chroniques de Gor.

Kajira est le terme générique qui désigne, dans l'univers de John Norman, les esclaves de Gor. Certaines soumises de la communauté BDSM, se considérant comme des esclaves et adeptes de la culture Goréenne, se désignent elles-mêmes comme des kajirae. L’expression la kajira, dans la langue goréenne (fictive) dite « lingua franca », signifie « je suis une esclave-femelle ». C’est l'une des rares locutions en langue goréenne que l'on trouve dans les romans du cycle de Gor.
Le mot est habituellement présent sous la forme féminine kajira (au pluriel kajirae), puisque la plupart des esclaves goréennes sont des femmes ; les formes masculines correspondantes sont kajirus et kajiri (suivant les règles de la première et deuxième déclinaison latine pour le nominatif) La formulation kajiras est incorrecte d'après John Norman, mais elle est parfois employée par d'autres écrivains.

## Influences littéraires

Le collier symbolique avec les trois lunes de la planète Gor.

Le roman érotique histoire d'O a probablement influencé certains aspects de l'esclavage Goréen décrits dans les livres de la chronique de Gor.
Ainsi la  posture d’attente à genoux dite Nadu,,,, ainsi que les autres postures de soumission,et la coutume existant dans une partie du monde décrit dans l'œuvre, selon laquelle les vêtements de la kajira doivent laisser à découvert ses parties intimes, afin que l’accès à son sexe et à ses seins soit toujours librement offert à son maître, symbolisant ainsi sa docilité et sa constante disponibilité.

Le symbole "kef" gravé sur la cuisse gauche des kajirae n’est pas sans rappeler le cruel supplice d’O que son maître, sir Stephen avait fait subir à son esclave de plaisir en la marquant au fer rouge. Dans les deux œuvres, la prostitution des filles et les châtiments corporels les plus sauvages, tels la flagellation, font partie intégrante du dressage des esclaves/soumises femelles. Pour les mâles de Gor il est naturel d’offrir leur favorite à un hôte de passage qu’ils souhaitent honorer, ils n’admettraient pas qu’une kajira refuse de prodiguer ses faveurs et la châtieraient impitoyablement le cas échéant. Mais il est rare qu’ils aient à sévir, tant les kajirae ont admis dès l’enfance leur nature inférieure. En revanche l’héroïne d’histoire d’O est née libre et doit sans cesse renouveler à son maître ses vœux de servitude volontaire.

## Histoire
Dans la pensée goréenne, les hommes et les femmes sont des animaux avec des qualités génétiques modelées pendant des milliers de générations successives par une sélection naturelle et sexuelle car les Goréens croient  qu’il est dans la nature de l’homme de posséder et dans la nature de la femme d’être possédée.  Dans la mythologie Goréenne, il est rapporté que les hommes et les femmes avaient à l'origine les mêmes droits, jusqu'à ce qu'éclate une guerre. Les hommes vainquirent, et asservirent les femmes. Les Goréens dans leur simplicité, considèrent catégoriquement que l’homme est naturellement libre alors que la femme est par nature, esclave. La femme comme l’homme est le produit de l’évolution et, comme l’homme, le résultat complexe, non seulement de la sélection naturelle, mais aussi de la sélection sexuelle. La sélection naturelle suggère que la femme qui souhaiterait appartenir à un homme, avoir des enfants, s’occuper d’eux, les aimer, aurait un avantage à la longue, du point de vue de la survie, sur la femme qui ne s’intéressait pas aux hommes et ne voudrait pas d’enfants. L’homme tend à choisir statistiquement une femme intelligente, aimante et belle. Ainsi les hommes ont effectivement sélectionné un type particulier de femme, plutôt soumise et obéissante.
De même naturellement, dans la mesure où elles ont pu choisir, les femmes ont sélectionné les hommes intelligents, énergiques et forts. Rares sont les femmes qui, malgré la propagande, désirent des hommes faibles et féminins. Ces hommes, de toute manière, ne sont pas ceux de leurs fantasmes sexuels.

## Catégories d’esclaves
Certaines kajirae seront éduquées, tandis que d’autres esclaves affectées à des tâches dégradantes ne le seront jamais. Certaines sont nues, d’autres sont vêtues de cuir ou de fourrures. Le choix de leur habillement est souvent lié aux préférences de leur Propriétaire, mais elles sont généralement habillées pour plaire aux hommes.
Ce sont les Acheteurs ou les Propriétaires qui décident de quelle façon chaque esclave sera utilisée mais il arrive souvent, qu’une esclave de plaisir, par exemple, soit achetée dans une famille et qu’au moment de son introduction dans un autre groupe, elle soit considérée comme une barbare le temps que les autres l’acceptent comme étant leur sœur. Si elle reste dans la même famille, elle deviendra ce que le Propriétaire voudra faire d’elle, elle ne peut émettre aucune préférence.
Il existe deux grandes catégories d’esclaves : les esclaves de plaisir et les esclaves de tour.
Ces deux kajirae se distinguent facilement selon la position qu’elles prendront. En nadu (cuisses écartées) pour les esclaves de plaisir et en tower (cuisses serrées) pour les esclaves de tour. La position détermine la fonction principale de l'esclave et non sa disponibilité pour tous qui dépend du fait qu’elle est ou non vierge. En réalité une esclave de plaisir n’est pas dispensée du service de table et des tâches domestique que tout maître est en droit d’exiger d’elle et une esclave de tour pourra être requise pour des services sexuels selon le caprice de tout homme libre.
L’esclave de plaisir :
C’est une esclave éduquée qui s’agenouillera les cuisses écartées (par respect elle les resserra devant une femme libre). Son corps a appris à bouger inconsciemment de façon à plaire aux hommes, cette habitude est ancrée dans  le moindre de ses mouvements. Le Plaisir n’est pas simplement synonyme de sexe mais des plaisirs au sens large tel que la danse, la musique… un peu à la manière des Geishas japonaises dans la réalité.
Sa principale fonction est cependant la servitude sexuelle au bénéfice de son Maître, elle est en quelque sorte vouée à l’art du sexe. Le terme “esclave de plaisir” englobe la grande majorité des filles asservies de Gor. Celles qu’on désigne expressément ainsi sont des esclaves spécifiquement formées aux techniques érotiques. Une véritable esclave de plaisir connaît les positions de la kajira, pratique des danses lascives, sait comment faire l’amour à un homme et l’amener à l’extase, comment le masser et le baigner, mais doit aussi à l’occasion faire cuire les aliments et servir les repas. Une esclave de plaisir appartient corps et âme à son Maître, elle vit avec lui dans sa maison et il peut la réserver à son usage sexuel personnel exclusif (bien que la plupart soient régulièrement offertes aux invités auprès desquels elles doivent se prostituer - une esclave n’a pas plus de valeur qu’une pièce de mobilier faisant partie intégrante du patrimoine de son propriétaire!). Cependant, c’est à cette position de dépendance absolue qu’aspirent de nombreuses kajirae, dans l’espoir d’une existence relativement confortable, par rapport à la vie des autres esclaves.
L’esclave de Taverne :
L’esclave de taverne est probablement celle qui possède le grade le plus élevé parmi les esclaves de “plaisir”. Elle sert à table dans les tavernes des villes, danse pour les clients, doit se tenir disponible et prête à tout usage sexuel dans les “alcôves” de la taverne  et ne pas hésiter à s’agenouiller dans la position d’esclave de plaisir pour s’offrir à qui désire user de ses charmes. Un propriétaire de taverne emploie des esclaves pour attirer la clientèle et perpétuer la coutume et il n’achètera et n’emploiera que les filles les plus belles et les plus attirantes sexuellement. Naturellement, elles ne doivent espérer aucune récompense ni même aucun remerciement pour leurs prestations, ce sont des esclaves et leur tâche est de prodiguer leur force de travail et de se prostituer pour le plus grand profit de leur Maître – le propriétaire de la Taverne !
L’Esclave des tavernes à Paga se voit attribuer à peu près les mêmes fonctions que la fille de taverne, mais elle les exerce dans les tavernes à paga. Le Paga est la boisson des classes modestes et les filles des tavernes à paga sont souvent moins belles et moins habiles aux jeux de l’amour que les filles de tavernes plus huppées.
La fille d’exposition :
C’est une esclave dont la fonction première est d’être exposée pour sa beauté et pour afficher la position sociale de son Maître, elle sera souvent enchaînée à un mur ou à un meuble comme élément décoratif. Elle apporte la preuve de la richesse de son Maître et de l’éducation raffinée qu’elle a reçue, ce qui valorise son propriétaire. Plusieurs esclaves d’exhibition peuvent être enchaînées ensembles dans le coffle pour être présentée en public, ainsi le Maître peut faire étalage de la beauté de son cheptel.
L’esclave de Passion :
C’est une esclave qui a été sélectionnée ou capturée pour une raison très particulière ou une caractéristique originale qui peut être sa beauté, son tempérament de feu, la forme de ses lèvres ou encore la taille de ses seins, ou tout autre trait spécifique. Elle vit en cage et sera généralement utilisée pour la reproduction.
Elle fait partie du groupe plus large des esclaves exotiques qui sont souvent éduquée spécialement pour développer une particularité rare. Certaines sont élevées en captivité sans jamais avoir vu d’Homme et leur virginité sera vendue à prix d’or.
La fille à pièce :
Tout comme les prostituées sur Terre, elle monnaie ses faveurs, la seule différence est qu’on peut la posséder pour presque rien, une simple pièce de monnaie, et que sur la transaction aucune somme d’argent ne lui reviendra. La fille à pièce, qu’on reconnaît à la tirelire attachée à une chaîne autour de son cou, avec une cloche dont le tintement rythme ses pas de péripatéticienne, est jetée dans les rues au crépuscule, avec l’obligation de rapporter de l’argent à ses Maîtres, en mettant son corps en vente pour divers services sexuels. La satisfaction du client est garantie, en cas de réclamation il serait remboursé par le Maître, car la fille ne peut pas toucher aux pièces de monnaie qui sont glissées dans sa boîte. Dans l’éventualité où ses prestations n’auraient pas été à la hauteur de ce qu’on peut attendre d’une fille de joie, l’esclave fautive serait cruellement châtiée et impitoyablement fouettée. Bien que l’habileté aux jeux de l’amour des filles aux machines à sous soit généralement médiocre, quelques-unes ont réellement beaucoup de talent. Parfois, pour punir certaines esclaves privées qui ont désobéi, on les envoie dans la rue, se prostituer avec une tirelire autour du cou.
L’esclave de Message :
Les esclaves de message sont utilisées pour transmettre des messages secrets. La tête de la fille est d’abord rasée avant qu’un texte soit tatoué sur son cuir chevelu. On attendra que ses cheveux repoussent avant de l’envoyer au destinataire du message. À son arrivée, sa tête sera rasée à nouveau pour révéler le texte. Après que le destinataire en ait pris connaissance, un médecin utilisera des aiguilles pour l'effacer. La fille est généralement illettrée (de même que la grande majorité d’esclaves), ce qui offre toute sécurité et elle sera habituellement offerte au destinataire qui devra assurer sa subsistance. 
La fille de bain :
Il s’agit d’une esclave qui est affectée aux bains publics ou privés. Elle porte habituellement une chaîne et un collier plat, sur lequel sont inscrits son nom et le tarif de ses services. Vêtue d’une serviette, sans rien d’autre sur elle, elle a pour mission d’œuvrer au plaisir des hommes libres. Elle les aide à prendre leur bain et doit également se tenir disponible pour les services sexuels qu’on exigera d’elle. Ses cheveux doivent être coupés court pour éviter que l’eau ne les abîme. Parfois elle enveloppe sa tête d’une longue et large courroie de cuir, entourant le sommet de son crâne comme un turban. Comme la plupart des filles de sa catégorie elle est bonne nageuse et on dit d’elle qu’elle est plus à l’aise dans l’eau qu’un poisson chantant de Cosian. Parfois elle nage dans la piscine en faisant mine de s’échapper, mais elle est toujours rattrapée et évidemment, elle se laisse rejoindre volontairement car il s’agit d’une nageuse émérite.
L’esclave de Tour :
On dit « tour », en référence aux maisons cylindriques des goréens. Elle s'agenouille les cuisses fermées. Elle se rencontre dans quelques villes de Gor. Ses fonctions sont essentiellement domestiques dans les appartements des Cités.
L’esclave de ville ou d’état :
Possession de la ville, les tâches de cette esclave consistent à veiller au bien-être de la ville elle peut  être affectée à la cuisine, aux soins des enfants, à l’entretien des appartements, des vêtements et diverses tâches ménagères. Cependant, elle peut aussi être utilisée pour son habileté aux pratiques sexuelles, on l’offre aux gardes, parfois aux esclaves masculins et surtout aux hommes Libres étrangers afin de les persuader de faire des allégeances à la Cité. Renommées pour leurs services, les esclaves d’état atteignent souvent des prix élevés lorsqu’elles sont vendues dans le secteur privé.
L’esclave du pauvre :
C’est le destin final de presque toutes les esclaves. La Caste Rurale des hommes Libres, ainsi que d’autres hommes modestes, n’ont habituellement pas les moyens de s’offrir des esclaves, mais les kajirae vieillissent et perdent leur beauté, elles sont alors déclassées et revendues à bas prix pour l’usage des Basses Castes, voir des esclaves masculins.
La barbare :
Elle est native de la Terre ou bien il s’agit donc d’une fille qui a été capturée dans une région ou une ville éloignée. Les femmes de la Terre sont considérées comme des esclaves par nature car elles n’ont aucune Pierre de foyer. Elles ont la réputation de faire partie de la catégorie la plus basse et d’être des esclaves au tempérament volcanique. Elles sont généralement qualifiées de barbares parce qu’elles ignorent tout de Gor et qu’on doit même leur apprendre à parler la langue Goréenne. Il existe très peu d’exemples de filles originaires de la Terre qui soient un jour affranchies sur Gor. Les agents des Prêtres-Rois et des Kurii font régulièrement des incursions sur Terre pour capturer de nombreuses femmes qui seront esclaves sur Gor.
La première fille :
Est désignée par le Maître pour surveiller et éduquer les autres esclaves. Elle règne en Maîtresse quand les Libres ne sont pas présents mais elle est totalement assujettie aux Libres. Habituellement, les autres esclaves vont l’appeler Maîtresse et elle possède certains droits sur eux. Ce qui ne signifie pas qu’elle a été affranchie.

## Pratiques

### Les postures

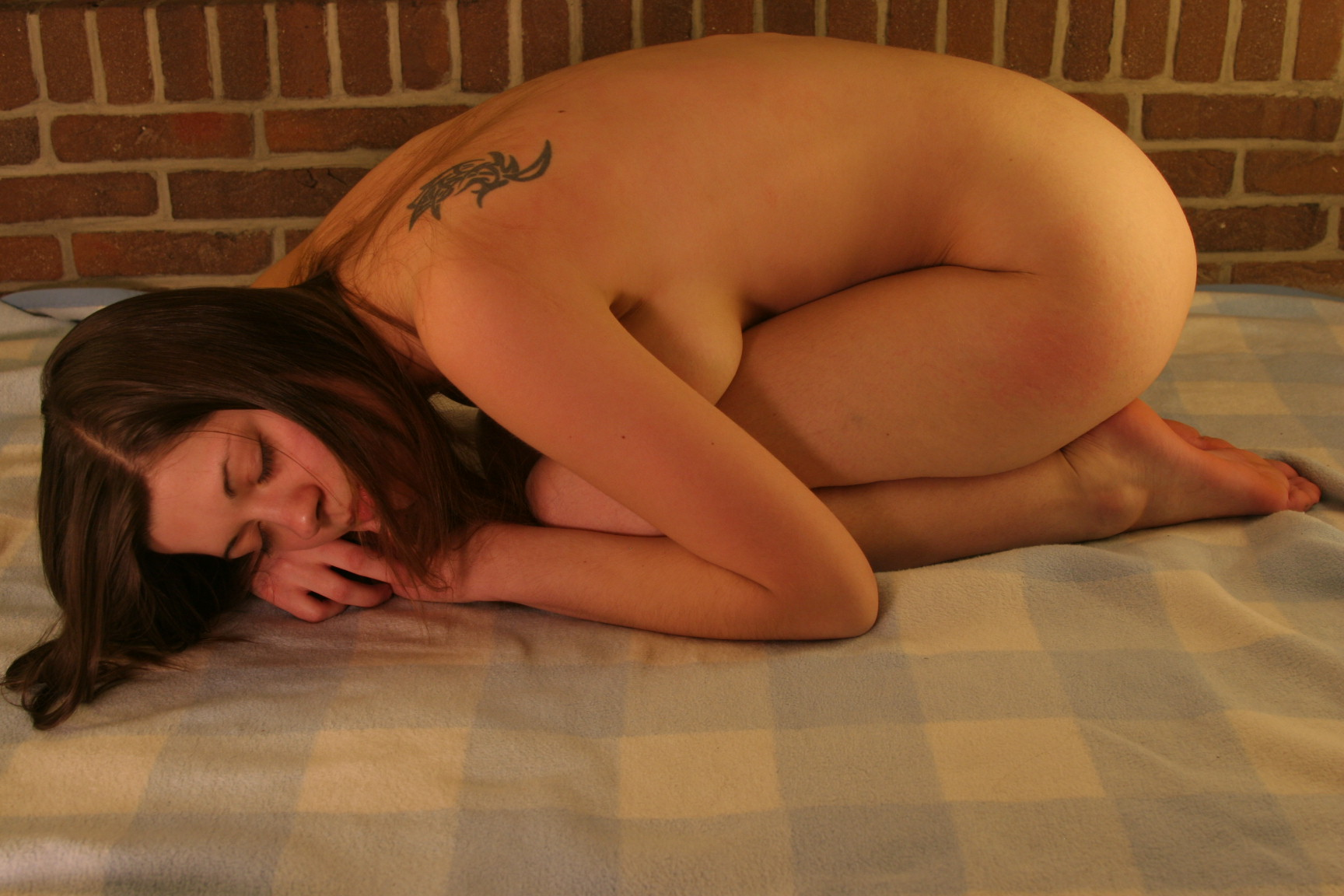
Posture de soumission, variante de la position Whipping.

Les hommes de Gor attendent traditionnellement d’une kajira bien élevée qu’elle soit capable de prendre instantanément une grande variété de postures soumission, ou de punition suivant le cas, et puisse exécuter une série de commandements brefs et impérieux, comme on attend d’un cheval qu’il se mette au trot ou au galop aux ordres de son cavalier, sans qu’il soit besoin d’utiliser la cravache. 
Quand la Kajira se met à genoux, il est d’usage qu’elle se tienne à quelques pieds de son Maître et qu’elle respecte une distance symbolique, imposée par la conscience de son infériorité et de son statut d’esclave, la plus importante valeur inculquée par le monde dans lequel la Kajira évolue. À cette distance elle sera sous les yeux de son Maître qui aime l’avoir à portée de main, docile et disponible. Toutefois elle ne doit pas se tenir trop près de lui, car il pourrait la trouver provocante ou aguicheuse, comme si elle trahissait un désir secret ou explicite d’être violée. Le cas échéant, aucun homme libre n’hésiterait à culbuter en public une Kajira agenouillée devant lui, mais il faut que l’initiative vienne de lui et non de la fille.
Spontanément la kajira prend la position d'agenouillement qui correspond au type de servitude qui lui est réservé. Ainsi, les esclaves de tour et les esclaves de maison prendront une position spécifique, différente de la position prise par l’esclave de plaisir. Lorsque le Maître souhaite que sa kajira prenne une position différente de sa posture habituelle, il lui indiquera spécifiquement quelle position adopter. Il peut commander à une esclave de tour ou de maison de se mettre en position d’esclave de plaisir, ou encore à une fille qui doit être punie une position disciplinaire. Dans ce cas elle doit demeurer très droite et ne pourra se soulever sur les talons ou tourner la tête sans demander l’autorisation de bouger. 

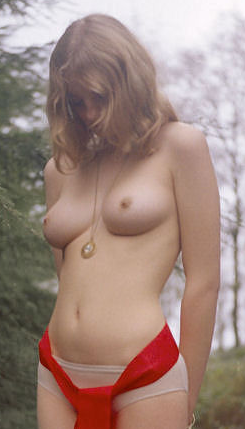
Kajira prête à obéir en position Display

La posture typique que l’esclave de plaisir goréenne doit adopter pour s’offrir sexuellement, ou simplement pour montrer un dévouement total à son propriétaire, se nomme nadu,. La Kajira s'agenouille et s’assoie sur les talons, elle ouvre plus ou moins largement les cuisses, selon les différentes cultures du monde de Gor, rentre le ventre et bombe le torse pour faire saillir les seins. Elle garde la tête haute et les yeux baissés, les mains sont posées sur les cuisses, les paumes tournées vers le haut. Elle peut aussi croiser les bras derrière le dos. Pour signifier sans ambiguïté qu’elle s’offre à lui, l’esclave doit prendre la posture face à son Maître et lui présenter ses parties génitales dont l’accès lui est offert, en entrouvrant les cuisses. Pour éviter toute vulgarité, le geste doit être furtif et discrètement suggestif. À noter qu’en l’absence du Maître, adopter le Nadu consiste à s'offrir à tous les hommes (libres) présents et pas seulement à celui qui est en face de la fille qui lui dévoile son intimité. 
Néanmoins, une position assez distincte s'applique dans des conditions plus modestes. Tower est également une posture agenouillée, dérivée de la position Nadu, principalement utilisée par les esclaves domestiques, les esclaves masculins, ou généralement les voiles blancs, considérées par les Goréens comme plus modestes. L'esclave s’assoie sur ses talons, les genoux joints et le corps bien droit. Elle maintient la tête haute et les yeux baissés, les mains sont posées sur les cuisses, paumes tournées vers le bas. Les jambes fermées interdisent symboliquement tout accès aux parties génitales - symbole d'ailleurs fort, aux yeux de certains Maîtres ou marchands.
Une autre position très représentative de la soumission de l'esclave dans le monde de Gor est celle nommée Bara, mot qui signifie « ventre » dans la langue de Gor. La Kajira s'allonge à terre sur le ventre, la tête contre le sol et le visage tourné vers la gauche, mains croisées dans le dos. Dans cette position l’esclave croise aussi les chevilles et garde les jambes droites, prête à être ligotée. Elle sera attachée et laissée aux pieds de son Maître ou bien transportée ailleurs. Dans cette position, elle peut aussi rendre hommage à son Maître en lui embrassant les pieds et en les léchant doucement, affectueusement. Cette posture est parfois également utilisée comme punition. 
Ces positions sont les principales que la Kajira doit connaître. Mais il en existe d’autres, comme celle du Fouet, économisant le temps d'un maître punissant une esclave peu docile; Sula, posture universellement reconnue dans Gor et surtout utilisée à des fins d'entraînement ou de punition. D'autres postures contribuent au travail d'aliénation, appliqué de par l'environnement Goréen aux kajirae, comme Lesha, consistant à présenter le cou de l'esclave pour y attacher une laisse; ou encore "She Quadruped", incorrectement appelé "She-sleen" par certains adeptes de jeu de role, qui oblige l'esclave à se comporter en tout point comme un vulgaire animal (un Sleen étant un animal dans Gor), et destinée à faire comprendre à la Kajira qu'elle est asservie - surtout les Ubaras, reines déchues, ou les femmes que les Goréens sont dits rapporter de la Terre.

### Les commandements
Il existe des ordres simples : Harta (plus vite), Veck (debout),  Kara (tourne sur toi-même) et d’autres plus subtils, comme Will Bond et Gag Law, laissant l'esclave dans une sorte de bondage "virtuel" (Honor Bondage), Placate, où la kajira est en général en position Nadu aux pieds de la personne libre. Ensuite l'esclave se penche sur les pieds, commence à les lécher, les embrasser et les caresser, poursuivant son travail en remontant sur le corps du Maître, lui donnant du plaisir avec les lèvres, la langue et les mains en utilisant au mieux ses capacités. Les hommes vivant dans Gor ont aussi tendance à parfois ordonner à leur Kajira de "parler comme une esclave", c'est-à-dire, de la faire parler à la 3e personne pour se désigner. Cette pratique, plus une punition qu'une règle absolue, a aussi tendance à participer à l'aliénation d'une esclave débutante.

### Danses goréennes

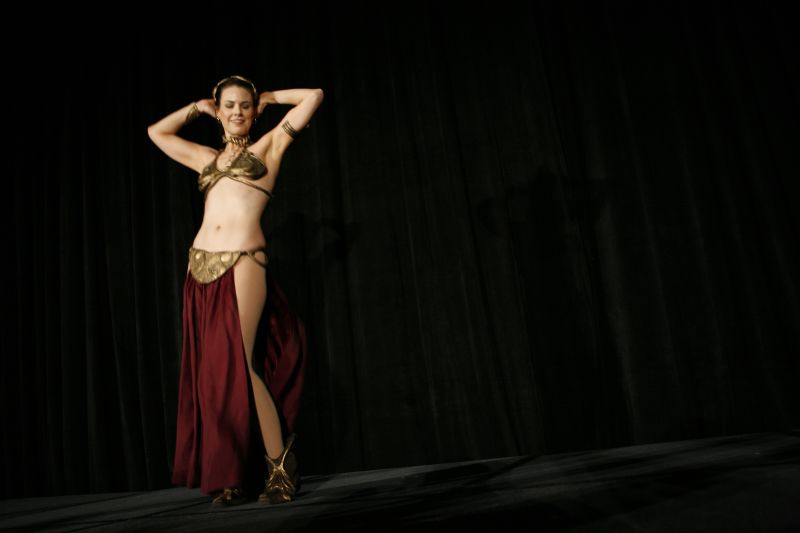
Une danse du ventre, style de danse que l'on pourrait rapprocher de ceux décrits dans le Cycle de Gor.

Pour les esclaves goréennes, la danse est un relais essentiel pour faire passer des  messages à leurs Maîtres, le vecteur pour exprimer leurs besoins ou leurs désirs. La danse des esclaves peut être tantôt sensuelle et langoureuse, tantôt hésitante et effrayée. Elle doit être le reflet de la volonté du Maître à laquelle se mêle le ressenti de l’esclave. La danse confère un réel pouvoir à l’esclave qui, grâce à ses attitudes et aux mouvements de son corps peut infléchir les désirs de son Maître. Comme pour toute autre chose, l’esclave doit dans la danse captiver son Maître, en s’efforçant de lui plaire. Dans la danse, la kajira ne peut toutefois pas simuler la masturbation ou toucher ses zones érogènes, elle doit susciter le désir ou la bienveillance par ses postures, ses expressions et sa capacité à émouvoir en faisant transparaître ses émotions. Pour ce faire l’esclave peut intégrer dans son exhibition tous les instruments en sa possession et, notamment, les attributs de sa condition (chaînes, attaches, bijoux…)
Différentes danses sont citées dans les romans. La Dance de la Ceinture, développée par les danseuses de Port Kar, l'une des plus grandes villes dans Gor, est exécutée par une fille allongée sur des fourrures et qui ne doit pas se lever au-dessus de la ceinture du guerrier pour qui elle effectue sa parade. Cette danse se divise en plusieurs étapes, au début la fille exécute des mouvements au sol avant, dans les dernières étapes, d’admettre qu'elle appartient au guerrier et de tenter de le séduire. Mais il restera distant et les tentatives d’approche de l'esclave se feront de plus en plus désespérées. À l'apogée de la danse, la fille sera à genoux, aux côtés du guerrier qui la tient par les hanches. La kajira arquera alors son corps en arrière jusqu'à ce que sa tête touche les fourrures, puis le guerrier l'étendra sur le sol et ils termineront la danse par un baiser. Il existe des danses plus rituelles, néanmoins, comme celle de la Chaîne, où au début apparaît une femme voilée, le corps dissimulé par la robe qu’elle porte, effrayée et troublée, tentant de fuir un poursuivant inconnu. Un guerrier survient ensuite qui l'empêchera obstinément de fuir, allant parfois jusqu’à la saisir pour lui enlever sa robe et son voile, malgré ses vaines supplications. Ensuite elle s'agenouillera et se soumettra à lui. Le guerrier lui passera un collier de Turian et l'enchaînera à l’aide d’une chaîne d'environ vingt pieds. La fille s'éloignera aussi loin que le lui permettra la chaîne et commencera à danser. De temps à autre, le guerrier tirera la chaîne à lui, puis la relâchera, veillant toutefois, chaque fois, à réduire la longueur de la chaîne. Il fera ce geste de nombreuses fois, pour marquer les différentes étapes de la danse traduisant différents styles et émotions, de la danse sauvage respirant la haine à la danse gracieuse et suppliante. Certaines phases seront très lentes, l'esclave effectuant pour seul geste des mouvements de la tête ou de la main, d’autres plus rapides lorsque la danseuse se rebelle, vive, noble et fière, ou implore la pitié. La danse s'achèvera quand toute la chaîne aura été enroulée. Le guerrier embrassera alors l'esclave et il l'emportera. 
Une danse très commune dans Gor est celle du Désir. Cette danse - qui devient une véritable chorégraphie - se déroule habituellement en cinq étapes clairement définies. Les étapes se distinguent les unes des autres par la musique, les mouvements, et les expressions de la kajira. Durant la première étape, la fille dansera, jouant l'indifférence face aux hommes rassemblés autour d'elle.
Dans la seconde étape, elle doit montrer sa détresse, son malaise et son impatience d’être violée. Elle prend conscience de son désir sexuel et tente de lutter contre ses pulsions. À la fin de cette phase, il devient évident qu'elle éprouve un véritable appétit sexuel et qu'elle redoute de ne pas être assez séduisante pour les hommes qu’elle convoite. Dans la troisième étape, en grande dame, elle admettra son impuissance à refouler les pulsions de la sexualité. Elle confessera ensuite publiquement ses désirs sexuels, appelant les hommes à l’aide pour les assouvir. Elle avouera aussi sa crainte d’être repoussée.
Dans la quatrième étape, aussi appelée "l’exhibition de la chienne en collier", elle dansera son désir sans honte et implorera qu'on la possède sexuellement. L’étape finale est également connue sous le terme cru de " l'esclave en chaleur". C'est une étape dramatique dans laquelle la fille se comporte sans ambiguïté comme une esclave et implore qu'on l'utilise. La fille sera rarement sur ses pieds dans cette étape. Naturellement, comme elle l’a réclamé, elle sera utilisée une fois la danse terminée. Une danse proche est celles des Dalles, exécutée habituellement sur les pavés rouges qui tapissent le sol en dessous de l'anneau à esclave fixé au lit du maître. La danseuse habituellement enchaînée à l'anneau, effectuera sa danse sur le dos, le ventre et les hanches. Elle exprime l'agitation et le malheur d'une kajira en manque d'amour. Au début de la danse, la fille se croit seule. Elle bouge et se tortille dans l’expression de son désir. Le maître la surprend alors et elle tente de dissimuler le désir qui la trouble. Elle échouera dans sa tentative et en oubliera sa fierté. Elle s'offrira finalement à lui, les cuisses ouvertes, le suppliant de la toucher.
Les cultures présentes dans Gor ont néanmoins beaucoup d'autres danses et chorégraphies, comme la danse du Fouet ou encore celles des Vierges.

### Le marché aux esclaves

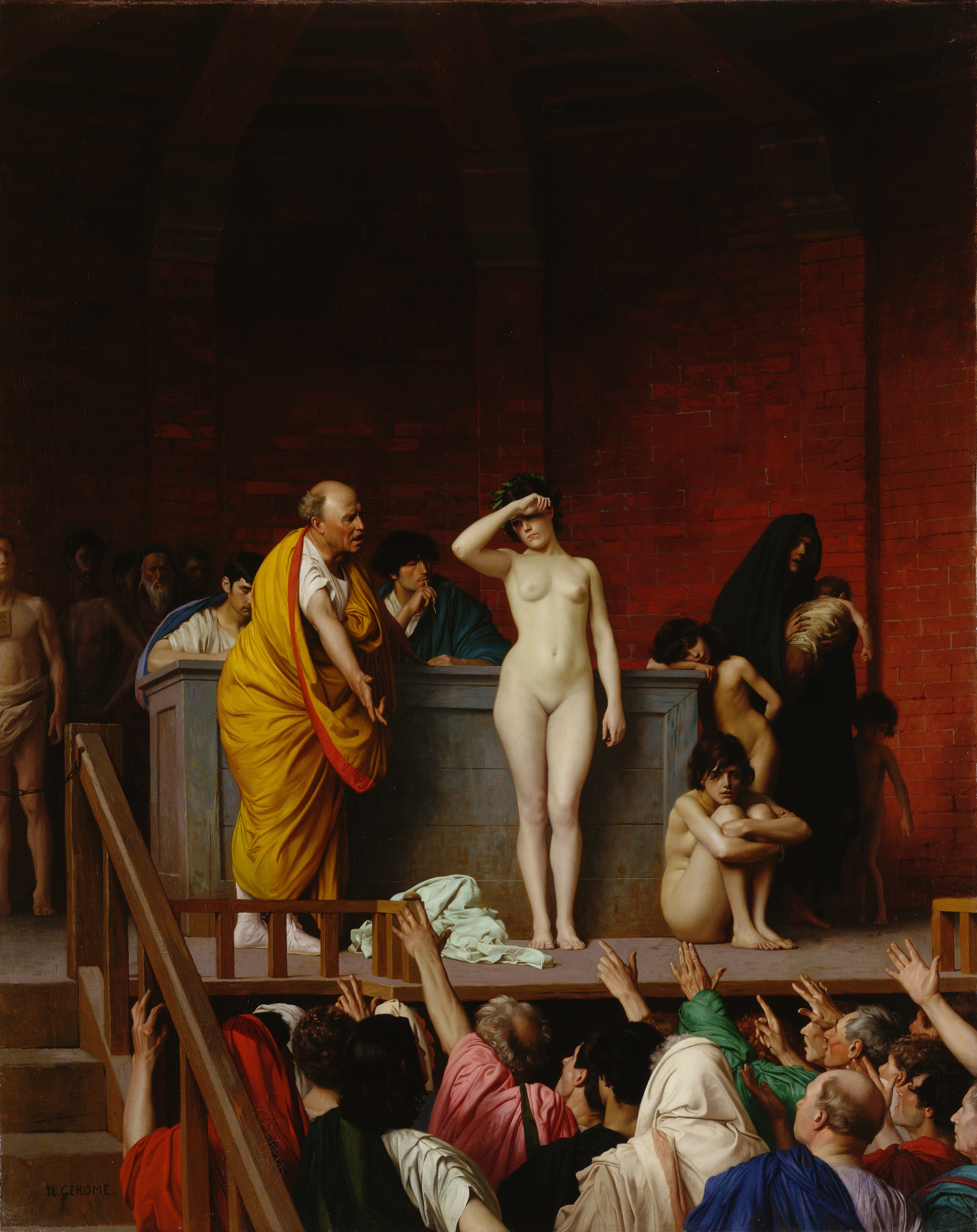
Marché aux esclaves à Rome, par Jean-Léon Gérôme.

Presque chaque ville a sa propre Rue des Marquages, une rue ou une zone réservée aux ventes d’esclaves et d’articles liés à l'esclavage. La saison la plus favorable pour le commerce des esclaves est le début de l'été, pendant les cinq jours d’une fête désignée dans de nombreuses villes sous le nom de Régal d'Amour. Les esclaves peuvent être vendues aux enchères ou dans des ventes privées.
Les ventes d'esclaves sont pour les Goréens, une vraie institutions. La caste des Marchands, ainsi, possèdent le groupe des esclavagistes; et chaque vente est souvent accompagnée de diverses attractions et de rituels concernant les esclaves.
Au cours des ventes d’esclaves aux enchères, les filles mises en vente sont exposées au public sur une estrade où les acheteurs peuvent les inspecter, les toucher, leur faire prendre la pose et s’exhiber.Les filles sont toujours vendues nues, bien qu'il soit possible de commencer une enchère avec une esclave habillée, pendant le déroulement de l'enchère les vêtements sont obligatoirement enlevés. Cet effeuillage lascif a pour but d’attirer la foule et de faire monter l'excitation des acheteurs potentiels et, par voie de conséquence, les prix. On dit que seul un imbécile achèterait une kajira vêtue. Selon la tradition, la tribune où trône l’esclave mise à l’encan est en bois, de forme arrondie et de la sciure est habituellement répandue sur les planches. Les prix fixés au départ, sont inscrits au crayon gras sur la peau nue des filles offertes à la concupiscence du public, généralement sur le sein gauche.
Des étiquettes colorées avec un numéro peuvent également être attachées aux colliers des filles exposées. Les étiquettes blanches signifient qu'une fille "est retenue" pour un acheteur éventuel et une étiquette rouge que la fille "a été vendue." Quelques étiquettes colorées peuvent également être attribuées à certaines classes ou catégories d’esclaves. Une étiquette brune peut être accrochée sur une esclave de bas niveau comme une esclave de travail et une étiquette d'or sur une esclave de plaisir, ou une danseuse.

## L'Asservissement

### Rites de Soumission
Les rites de soumission sont nombreux et variés, et marquent la transition de l'état "libre" vers l'état "asservi". Ils peuvent aller de la simple mise en place d'un collier dans une chaîne à une cérémonie d'asservissement variant selon les régions. Dans l'ancienne Tharna, ces rites étaient souvent très élaborés et représentatifs d'un asservissement "noble". Il consistaient à dévêtir et à attacher la captive avec des cordes jaunes et à l’exposer sur un tapis écarlate (le jaune étant le symbole de l'amour et de la soumission féminine, l'écarlate du tapis celui du sang, de la passion). Celui qui avait capturé la jeune femme mettait alors son épée sur sa poitrine et prononçait la formule sacramentelle de l'asservissement. C'étaient les derniers mots qu'elle entendait en tant que femme libre :

« Pleure, libre jeune fille

Souviens toi de ta fierté et pleure

Souviens toi de ton rire et pleure

Rappelle toi que tu étais mon ennemi et pleure

Maintenant, tu es ma captive impuissante

Rappelle toi que tu t'es dressée contre moi

Maintenant tu es étendue à mes pieds

Je t'ai liée avec des cordes jaunes

Je t'ai placée sur le tapis écarlate

Ainsi suivant les lois de Tharna je te proclame mienne

Rappelle toi que tu étais libre

Sache que tu es à présent mon esclave

Pleure jeune esclave »

— John Norman, Le Banni de Gor
Il est également mention d'autres rites d'asservissement plus ou moins différents dans quelques livres, sachant qu'ils restent très variés et peuvent radicalement changer d'une Caste à l'autre, d'une Cité à l'autre. Certaines cultures pratiquent ces rites avant l'entraînement en tant que tel de l'esclave; plus rarement, d'autres au contraire, sont effectués après un certain dressage.

### Dressage des esclaves
La plupart des futures kajirae vivent une certaine période plus ou moins libres. Dans le cas des personnes dont la liberté a été déchue, ou des barbares, une liberté naturelle était établie avant l'acte d'asservissement ou le rapt qui change la condition de ladite personne. Les kajirae 'naturelles', nées dans Gor esclaves, sont souvent traitées pendant leur enfance et leur adolescence comme les enfants du propriétaire. Dans tous les cas, un conditionnement préalable, ou suivant un asservissement est considéré comme nécessaire, l'esclave n'étant pas accoutumé à un tel changement.
Le conditionnement est subtil autant que grossier, car il ne se limite pas à la combinaison d’un système de punitions et de récompenses; on inculque également aux jeunes femmes une image et une conception négative, voire aliénée, d’elles-mêmes, ce qui joue un rôle crucial dans l'intégration de l'apprenti(e) esclave dans le monde goréen. Cela commence, sous une forme rudimentaire, pendant une courte période de leur éducation. Pendant une première phase, les élèves esclaves ne font que rester à genoux, pendant plusieurs heures par jour, devant un miroir, ne portant que leur collier. Le but est, du moins pour un Goréen, de les accoutumer à leur position. Pendant la seconde période, généralement aussi longue, elles doivent en plus répéter la phrase rituelle «Je suis une esclave.»…, qui traduit en Goréen donne, La Kajira)
Leur éducation est ensuite plus subtilement complétée; dans les caravanes, seuls les apprentissages les plus rudimentaires sont donnés, surtout aux esclaves barbares et nouvellement introduits dans le monde. Il est coutume pour l'acheteur de déterminer le niveau d'éducation de l'esclave; de plus, la plupart des cités possèdent des établissements de dressage, plus raffinés et dont l'éducation est plus approfondie. L'éducation d'un esclave dépend de sa fonction future. Un esclave exotique sera entrainé(e) dans les arts de la danse et de l'amour; un esclave domestique sera plus apte à s'occuper du ménage dans une maison. Le dressage et l'éducation d'un esclave goréen reste déterminant, dans la valeur ajoutée à la beauté et l'intelligence innée de la kajira.

### Valeur du collier
D'une façon similaire à des pratiques BDSM, le collier de la kajira porte aux yeux des Goréens et aux siens une valeur : il exprime sa soumission, ainsi que son propriétaire, d'une façon temporaire (contrairement au marquage). Le collier possède néanmoins une fonction d'aliénation de la kajira, la faisant se considérer comme un animal ou un simple bien. Généralement, la mise en place du collier donne lieu à une cérémonie (se référer à la partie Asservissement); en plus d'imprimer la marque de la société Goréenne considérée, ce rituel agit comme un trauma pour la kajira, ayant pour but de lui faire ressentir son esclavage aux yeux de la communauté encore plus profondément.
Le collier, d'une manière plus philosophique, est également le symbole d'appartenance au monde Goréen en général, en opposition avec d'autres cultures plus "barbares". En ce sens, il agit comme l'équivalent des pierres sacrées de chaque cité, ville ou village; alors que les personnes libres se soumettent aux dirigeants de leurs sociétés, transférant leur appartenance auxdites pierres sacrées, les esclaves révèrent leurs propriétaires, dont le symbole est le collier.

### Le marquage au fer
Sur Gor la grande majorité des esclaves sont stigmatisées avant d’être vendues, la marque est imprimée dans leur chair avec un fer chauffé au rouge dans un brasero. Ce travail artistique est généralement réalisé par un Maître Forgeron car il exige une main sûre et beaucoup d’expérience pour être fait correctement. Selon les recommandations de la Loi Marchande, trois endroits standard sont utilisés pour l'inscription : Généralement la face externe de la cuisse gauche et  plus rarement l’extérieur ou l’intérieur de la cuisse droite ou le bas de l’abdomen, toujours du côté gauche. L'emplacement doit être situé assez haut pour être couvert par une tunique courte. Beaucoup de Goréens préfèrent une fille qu'ils marqueront de leurs mains pour avoir une marque personnalisée différente des marques trop uniformes des Slavers. Il faut un certain temps pour amener un fer à la température nécessaire pour imprimer la marque. Le fer doit également être nettoyé et réchauffé avant de stigmatiser une autre fille et cette précaution est indispensable pour la précision et la clarté de la marque. On utilise parfois un lien pour maintenir en place la cuisse de la fille en place et lui interdire tout mouvement intempestif au moment où le fer chaud est appliqué, ce qui brouillerait le sceau de feu. La souffrance de l’esclave ne dure que quelques secondes et la fille est autorisée à crier pendant le supplice.
La marque la plus commune est le "Kef", la première lettre du mot "Kajira" en écriture cursive. Le Kef est plus floral que le Kef cursif commun. Les deux courbures sont censées symboliser la féminité et la beauté. Les courbes avec les pointes retournées indiquent la franchise et la vulnérabilité totale. La ligne droite du K rappelle que la féminité implique une soumission absolue à la discipline du Maître. Il existe de nombreux  autres types de marques telles que le Dina, le Kassar, le Paravaci et le Tchuruk. Quelques villes et certains négociants ont leur propre marque et certains propriétaires recherchent des filles avec des marques exotiques.

Le symbole "kef" pour kajira (ou "le bâton et les feuilles") des livres de la chronique de Gor.
Une représentation de la marque "dina", parfois appelée "la fleurs des esclaves".
Une autre version du Kef, la marque au fer rouge la plus courante pour les kajirae sur la planète de Gor.

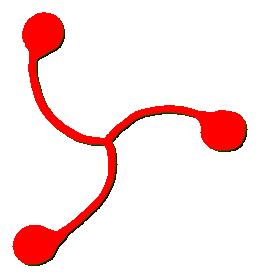
La marque de la tribu des kassars représentant une bola.
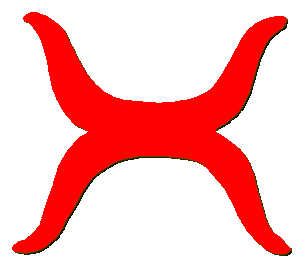
La marque de la tribu Tuchuk représentant quatre cornes et figurant un "H".
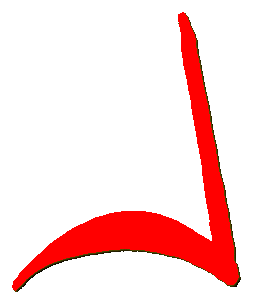
La marque du nord.
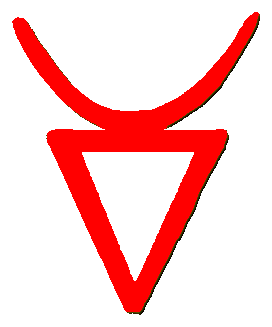
La marque de la tribu des paravaci schématisant une tête de bovin.

Une belle marque augmente la beauté et la valeur d'une fille. Elle possède également l’avantage psychologique d’inculquer l'idée de l'esclavage à la fille qui a été marquée de manière permanente, comme le bétail.La kajira sera stigmatisée seulement une fois dans sa vie, la marque signifiant simplement que la fille est une esclave, elle ne sert pas généralement à identifier son propriétaire. Ainsi, même si elle est revendue il n’y a pas de raison de la marquer à nouveau, sauf à titre de châtiment. 
Une esclave marquée peut cependant encore être libérée, mais comme la marque est indélébile il est préférable que la fille prenne garde de bien la dissimuler : si un homme voit qu'une Femme Libre est stigmatisée, il pourrait tenter de l'asservir si elle ne peut pas prouver qu'elle a été libérée.
Les terriens adeptes des pratiques goréennes utilisent un stylet à pyrogravure, qui permet un dessin plus joli et précis.mais il s’agit d’une véritable épreuve initiatique, puisque le supplice dure une heure et que la kajira doit absolument éviter de bouger. Mais il est possible de réaliser aussi des marquages plus personnalisés, aux initiales du Maître.

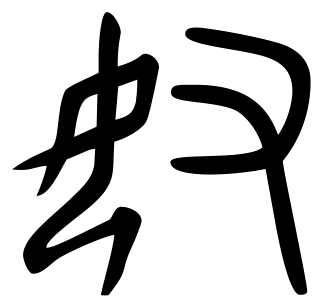
Caractère chinois représentant une femme agenouillée (sinogramme classique) pouvant être utilisé pour le marquage au fer rouge.
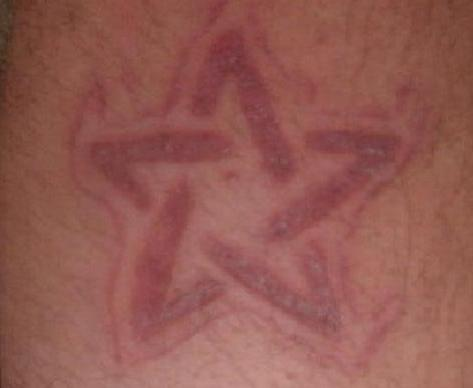
Pentagramme, motif pouvant être utilisé pour le marquage au fer rouge.
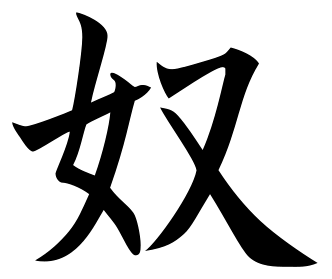
Caractère chinois représentant une femme agenouillée (sinogramme simplifié) pouvant être utilisé pour le marquage au fer rouge.

## Gor et l'aspect BDSM
Les pratiques Goréennes sont clairement des pratiques de soumission, mais elles ne relèvent pas vraiment du sado-masochisme, dans le sens où la douleur n’est pas recherchée pour le plaisir sexuel, qu’elle pourrait susciter chez le Maître ou l’esclave, au terme d’une douloureuse initiation au rituel compliqué comme dans le roman histoire d’O. Le Maître de Gor professe simplement que la femme est un être inférieur qui ne doit servir qu’à son bon plaisir et si elle désobéit, elle sera châtiée.Ainsi, bien que des Goréens peuvent s'engager dans des activités de type BDSM, celles-ci ne sont pas obligatoires pour les Goréens et leur style de vie professe plutôt que la douleur est à éviter, et est considérée comme un châtiment plus que comme une sensation érotisée.
La soumission Goréenne, est plus cérébrale, parfois virtuelle au cours des jeux en ligne où elle recherche davantage l’humiliation et l’assujettissement psychique de l’esclave que la souffrance  physique. Elle n’en est pas moins dangereuse, car elle peut aboutir à des dérives sectaires. Sur Second Life, IMVU ou Active Worlds, ces dérives sont plus présentes, mais des exemples ont été retrouvés dans le monde "réel".
Néanmoins, certains adeptes des pratiques BDSM ont trouvé une source d’inspiration dans le cycle de Gor et certains ont voulu faire de la Kajira une figure emblématique de la soumission féminine, dans des variations externes à la condition de la Kajira proprement dite (sado-masochisme, etc.)